# Międzylesie
Międzylesie é um município da Polônia, na voivodia da Baixa Silésia e no condado de Kłodzko. Estende-se por uma área de 14,37 km², com 2 659 habitantes, segundo os censos de 2016, com uma densidade de 185,0 hab/km².